# Mariblemma
Mariblemma is een monotypisch geslacht van spinnen uit de  familie van de Tetrablemmidae.

## Soort
- Mariblemma pandani Brignoli, 1978